# Escorrecoberts

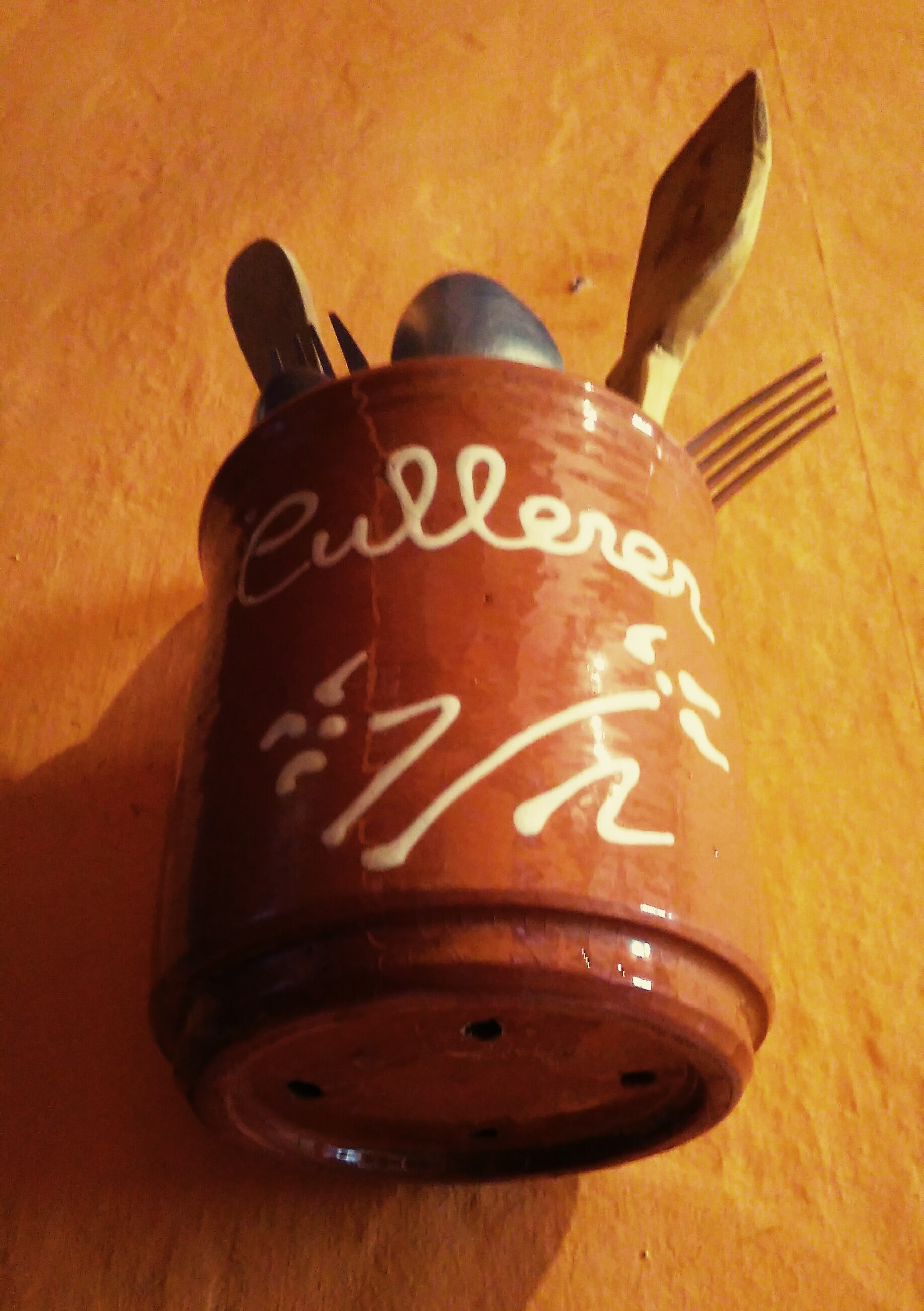
Un escorrecoberts de ceràmica, penjat a la paret

L'escorrecoberts és un estri de cuina que s'empra per a desar els coberts mentre s'assequen. Consisteix en un recipient de ceràmica, acer inoxidable, plàstic o algun altre material resistent a la humitat amb forats per on es cola l'aigua. Pot ser penjat a la paret o col·locat a sobre alguna superfície llisa.